# HD 93521
HD 93521 är en ensam stjärna i den mellersta  delen av stjärnbilden Lilla lejonet. Den har en skenbar magnitud av ca 7,03 och kräver åtminstone en stark handkikare eller ett mindre teleskop för att kunna observeras. Baserat på parallax enligt Gaia Data Release 2 på ca 0,66 mas, beräknas den befinna sig på ett avstånd på ca 5 000 ljusår (ca 1 520 parsek) från solen. Den rör sig närmare solen med en heliocentrisk radialhastighet på ca -14 km/s. Stjärnan ligger på en hög galaktisk latitud av +62° och befinner sig ca 4 600 ljusår ovanför det galaktiska planet.

## Egenskaper
HD 93521 är en blå stjärna i huvudserien av spektralklass O9.5 V. Det är ovanligt att en stjärna i denna klass har bildats så långt bort från galaxens stjärnbildande områden. Absorptionslinjer i dess spektrum anger en metallicitet som är oförenlig med att vara en population II-stjärna, som vanligtvis finns i galaxens halo. På samma sätt är det osannolikt att HD 93521 är en flyktstjärna eller en het underdvärg, som kan förklara dess avlägsna plats. Den kan istället vara en blå eftersläntrare som bildades som ett resultat av en fusion. Den resulterande stjärnan började troligen som en snäv dubbelstjärna av äldre stjärnor med lägre massa, som kastats ut från den galaktiska skivan. Sammanslagningen skulle då ha återställt den evolutionära klockan och producerat en varmare, yngre stjärna.
HD 93521 är en av de snabbast roterande stjärnorna som är kända, med uppskattningar av dess projicerade rotationshastighet från 390 upp till 435 km/s. Detta är minst 90 procent av stjärnans upplösningshastighet, förutsatt att den ses från ekvatorn. Den snabba rotationen skapar en ekvatorial utbuktning där radien vid ekvatorn är uppskattad till 7,4 gånger solradien medan polarradien är 6,1 gånger solens radie.
HD 93521 kan genomgå massförlust genom dess stjärnvind och har en omkretsande gasskiva av gas i ekvatorplanet. Stjärnan visar tecken på icke-radiella pulseringar, som kan bero på en snabbare roterande kärna. Stjärnans ljusstyrka, position och snabba rotation gör den särskilt lämpad för att undersöka den interstellära gasen i Vintergatans halo.
Den har en massa som är ca 17 solmassor, en radie som är ca 6,1 – 7,4 solradier och har ca 40 000 gånger solens utstrålning av energi från dess fotosfär vid en effektiv temperatur av ca 28 700 - 34 600  K.